# 「今天…is the Day」劉德華巡迴演唱會
“今天…is the Day”劉德華巡迴演唱會是香港歌手刘德华于2024年开始举办的各地巡回演唱会。有关这次演唱会的消息最早于2023年11月份就有传出，最终到2024年4月才正式官宣公布。从2024年7月至9月刘德华会先后到上海、广州、北京、南京、成都、杭州、重庆和深圳等地的室内体育馆举行中国巡回演唱会。之后于2024年12月至2025年1月在紅館举办香港跨年个唱。

## 概况
刘德华上一次举行中国巡回演唱会还是2013年开启的“ALways”中国巡回个唱，在上海、南京、广州、北京和大连这五座城市的体育馆举行。2021年他原本要在广州、上海、北京、武汉等地举办“My Love”中国巡回，因为新冠疫情而被迫取消。2022年9月3日他在抖音直播了一场免费的“把我唱给你听”线上演唱会，当时累计有3.5亿人观看创造了直播观看纪录。
這次巡唱主題命名為「今天... is the Day」，刘德华“希望這次演唱會令大家明白到要珍惜每一個當下、每一個「今天」，大家要開心自在地度過。”同时《今天》也是刘德华演唱的一首经典励志歌曲，收录于1995年发行的国语专辑《真永远》里，而《今天》与《真永远》分别为演唱会的开头曲与结尾曲。
洋河梦之蓝M6+为中国巡演全程冠名赞助商，官方票务代理为大麦网和猫眼娱乐。
从广州等站的座位图看的出这次选择的是三面台演出，不同于2013年的四面台。而中国大陆各站的票价（无论是最低价、最高价，还是平均票价，或者是黄牛（二级票务）价）与其他歌手的演唱会票价相比来说都是最高的，值得一提的是成都站下层看台票价为1980元，而其他7个城市都是2580元。

## 巡演历程

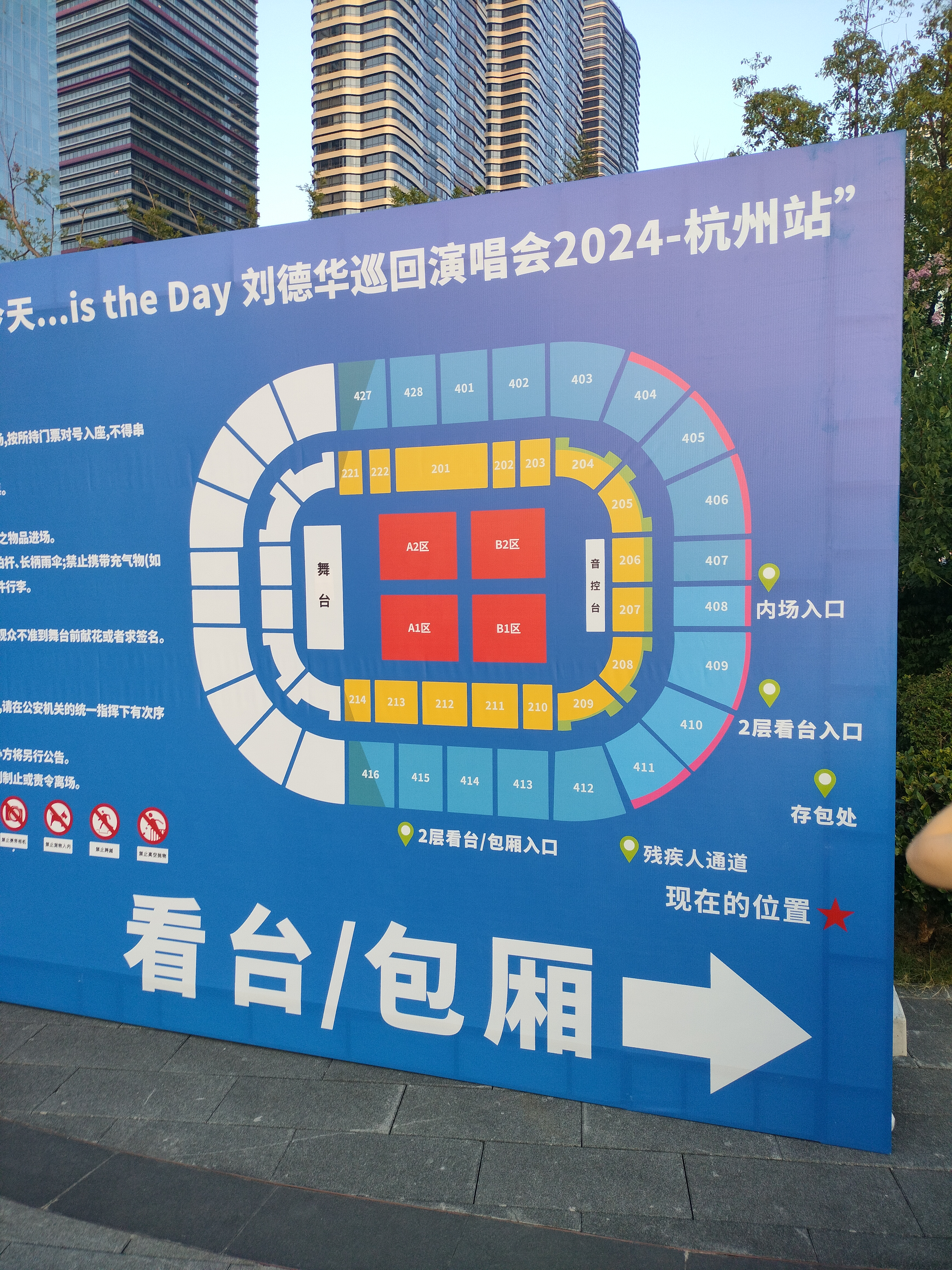
杭州站座位图

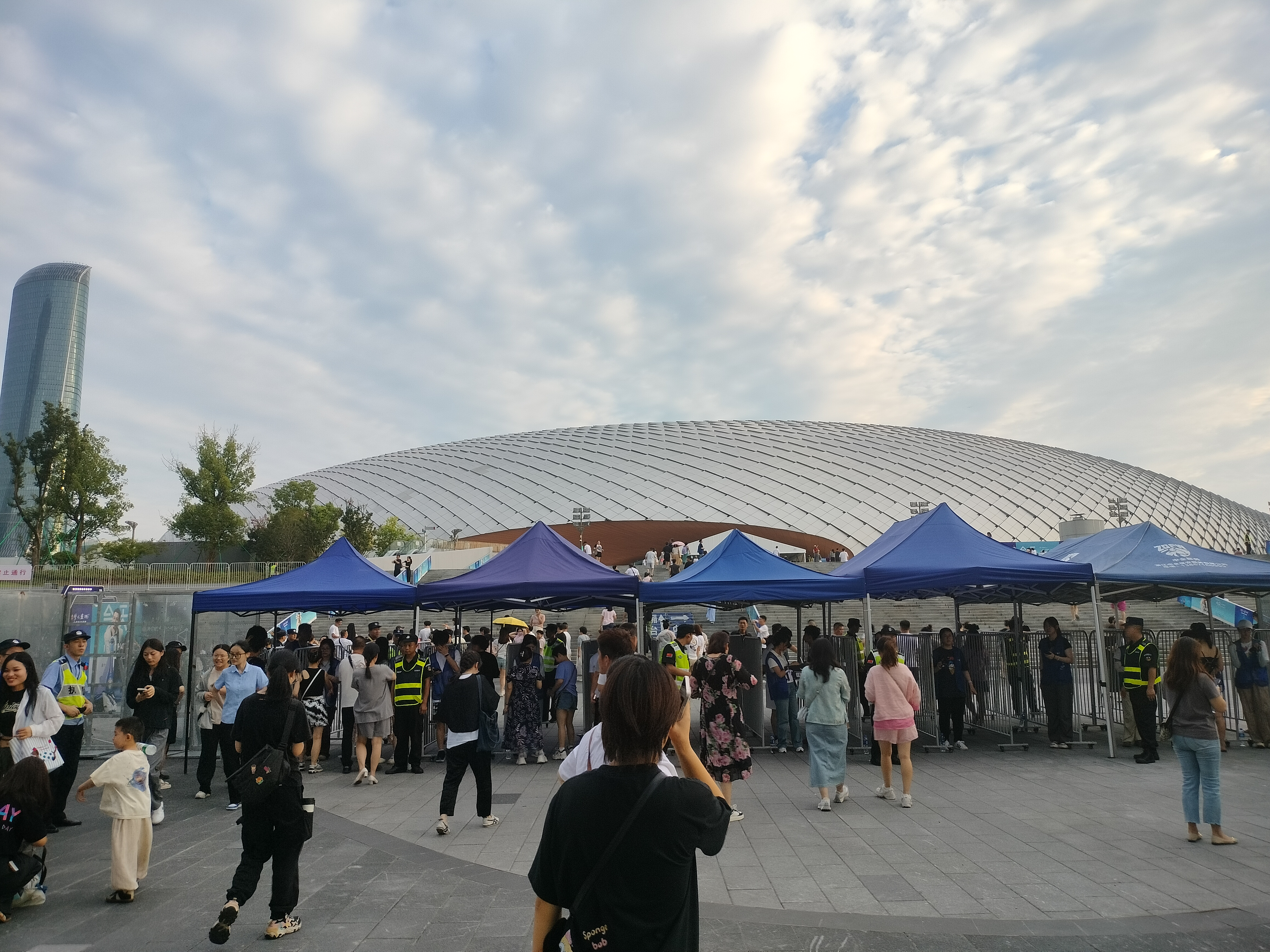
杭州站检票入口

目前主办方公布的中国大陆城市仅有8个，依照举办顺序分别为上海（7.5-7.13，6场）、广州（7.18-7.21，4场）、北京（7.26-7.29，4场）、南京（8.2-8.5，4场）、成都（8.9-8.12，4场）、杭州（8.16-8.24，6场）、重庆（8.30-9.2，4场）、深圳（9.6-9.9，4场）。10月至11月巡演到新加坡、澳门、吉隆坡和台北。2024年12月17日至2025年1月10日回到香港紅館举行跨年演出。
| 城市   | 日期与场次                                                     | 场地                     | 票价                                                                        |
| ------ | -------------------------------------------------------------- | ------------------------ | --------------------------------------------------------------------------- |
| 上海   | 7.5-7.7、7.11-7.13，6场                                        | 梅赛德斯-奔驰文化中心    | 780（看台）/1380（看台）/1980（看台）/2580元（看台、内场）                  |
| 广州   | 7.18-7.21，4场                                                 | 宝能广州国际体育演艺中心 | 680（看台）/980（看台）/1380（看台）/1980（看台）/2580元（看台、内场）      |
| 北京   | 7.25-7.28，4场                                                 | 华熙live.五棵松体育馆    | 680（看台）/980（看台）/1380（看台）/1980（看台）/2580元（看台、内场）      |
| 南京   | 8.2-8.5，4场                                                   | 南京青奥体育公园体育馆   | 680（看台）/980（看台）/1380（看台）/1980（看台）/2580元（看台、内场）      |
| 成都   | 8.9-8.12，4场                                                  | 东安湖体育公园多功能馆   | 680（看台）/980（看台）/1380（看台）/1980（看台）/2580元（内场）            |
| 杭州   | 8.16-8.18、8.22-8.24，6场                                      | 杭州奥体中心体育馆       | 780（看台）/1380（看台）/1980（看台）/2580元（看台、内场）                  |
| 重庆   | 8.30-9.2，4场                                                  | 华熙LIVE·鱼洞文体中心    | 780（看台）/980（看台）/1380（看台）/1980（看台）/2580元（看台、内场）      |
| 深圳   | 9.6-9.9，4场                                                   | 深圳大运中心体育馆       | 680（看台）/980（看台）/1380（看台）/1980（看台）/2580元（看台、内场）      |
| 澳門   | 10.3-10.6，4场                                                 | 銀河綜藝館               | 2580（内场、看台）/1980（看台）/1580（看台）/980（看台）/680澳門元（看台）  |
| 新加坡 | 10.10-10.13，4场                                               | 新加坡室内体育馆         | 398（看台）/338（看台）/288（看台）/218元（看台）/168新元（看台）           |
| 吉隆坡 | 10.24-10.27，4场                                               | 亞通體育館               | 1188（内场、看台）/988（看台）/688（看台）/388令吉（看台）                  |
| 台北   | 11.1-11.3，3天4场                                              | 台北小巨蛋               | 6880（内场、看台）/4880（看台）/3880（看台）/1880（看台）/800新台币（看台） |
| 香港   | 2024.12.17-19, 21-22, 24-27, 29-31, 2025.1.1., 3-5, 7-10，20场 | 紅磡香港體育館           | 1280（内场、看台）/980（看台）/680港元（看台）                              |

| 場次  | 日期                       | 國家/地區 | 城市   | 場館                       | 備註                                                                         |
| ----- | -------------------------- | --------- | ------ | -------------------------- | ---------------------------------------------------------------------------- |
| 1     | 2024年7月5日               | 中国      | 上海   | 梅赛德斯-奔驰文化中心      | 洋河夢之藍M6+冠名贊助                                                        |
| 2     | 2024年7月6日               | 中国      | 上海   | 梅赛德斯-奔驰文化中心      | 洋河夢之藍M6+冠名贊助                                                        |
| 3     | 2024年7月7日               | 中国      | 上海   | 梅赛德斯-奔驰文化中心      | 洋河夢之藍M6+冠名贊助                                                        |
| 4     | 2024年7月11日              | 中国      | 上海   | 梅赛德斯-奔驰文化中心      | 洋河夢之藍M6+冠名贊助                                                        |
| 5     | 2024年7月12日              | 中国      | 上海   | 梅赛德斯-奔驰文化中心      | 洋河夢之藍M6+冠名贊助                                                        |
| 6     | 2024年7月13日              | 中国      | 上海   | 梅赛德斯-奔驰文化中心      | 洋河夢之藍M6+冠名贊助                                                        |
| 7     | 2024年7月18日              | 中国      | 廣州   | 宝能广州国际体育演艺中心   | 洋河夢之藍M6+冠名贊助                                                        |
| 8     | 2024年7月19日              | 中国      | 廣州   | 宝能广州国际体育演艺中心   | 洋河夢之藍M6+冠名贊助                                                        |
| 9     | 2024年7月20日              | 中国      | 廣州   | 宝能广州国际体育演艺中心   | 洋河夢之藍M6+冠名贊助                                                        |
| 10    | 2024年7月21日              | 中国      | 廣州   | 宝能广州国际体育演艺中心   | 洋河夢之藍M6+冠名贊助                                                        |
| 11    | 2024年7月25日              | 中国      | 北京   | 华熙LIVE·鱼洞文体中心      | 洋河夢之藍M6+冠名贊助                                                        |
| 12    | 2024年7月26日              | 中国      | 北京   | 华熙LIVE·鱼洞文体中心      | 洋河夢之藍M6+冠名贊助                                                        |
| 13    | 2024年7月27日              | 中国      | 北京   | 华熙LIVE·鱼洞文体中心      | 洋河夢之藍M6+冠名贊助                                                        |
| 14    | 2024年7月28日              | 中国      | 北京   | 华熙LIVE·鱼洞文体中心      | 洋河夢之藍M6+冠名贊助                                                        |
| 15    | 2024年8月2日               | 中国      | 南京   | 青奧體育公園體育館         | 洋河夢之藍M6+冠名贊助                                                        |
| 16    | 2024年8月3日               | 中国      | 南京   | 青奧體育公園體育館         | 洋河夢之藍M6+冠名贊助                                                        |
| 17    | 2024年8月4日               | 中国      | 南京   | 青奧體育公園體育館         | 洋河夢之藍M6+冠名贊助                                                        |
| 18    | 2024年8月5日               | 中国      | 南京   | 青奧體育公園體育館         | 洋河夢之藍M6+冠名贊助                                                        |
| 19    | 2024年8月9日               | 中国      | 成都   | 東安湖體育公園多功能體育館 | 洋河夢之藍M6+冠名贊助                                                        |
| 20    | 2024年8月10日              | 中国      | 成都   | 東安湖體育公園多功能體育館 | 洋河夢之藍M6+冠名贊助                                                        |
| 21    | 2024年8月11日              | 中国      | 成都   | 東安湖體育公園多功能體育館 | 洋河夢之藍M6+冠名贊助                                                        |
| 22    | 2024年8月12日              | 中国      | 成都   | 東安湖體育公園多功能體育館 | 洋河夢之藍M6+冠名贊助                                                        |
| 23    | 2024年8月16日              | 中国      | 杭州   | 杭州奥体中心体育馆         | 洋河夢之藍M6+冠名贊助                                                        |
| 24    | 2024年8月17日              | 中国      | 杭州   | 杭州奥体中心体育馆         | 洋河夢之藍M6+冠名贊助                                                        |
| 25    | 2024年8月18日              | 中国      | 杭州   | 杭州奥体中心体育馆         | 洋河夢之藍M6+冠名贊助                                                        |
| 26    | 2024年8月22日              | 中国      | 杭州   | 杭州奥体中心体育馆         | 洋河夢之藍M6+冠名贊助                                                        |
| 27    | 2024年8月23日              | 中国      | 杭州   | 杭州奥体中心体育馆         | 洋河夢之藍M6+冠名贊助                                                        |
| 28    | 2024年8月24日              | 中国      | 杭州   | 杭州奥体中心体育馆         | 洋河夢之藍M6+冠名贊助                                                        |
| 29    | 2024年8月30日              | 中国      | 重慶   | 華熙live・魚洞文體中心     | 洋河夢之藍M6+冠名贊助                                                        |
| 30    | 2024年8月31日              | 中国      | 重慶   | 華熙live・魚洞文體中心     | 洋河夢之藍M6+冠名贊助                                                        |
| 31    | 2024年9月1日               | 中国      | 重慶   | 華熙live・魚洞文體中心     | 洋河夢之藍M6+冠名贊助                                                        |
| 32    | 2024年9月2日               | 中国      | 重慶   | 華熙live・魚洞文體中心     | 洋河夢之藍M6+冠名贊助                                                        |
| 33    | 2024年9月6日               | 中国      | 深圳   | 深圳大運中心體育館         | 洋河夢之藍M6+冠名贊助                                                        |
| 34    | 2024年9月7日               | 中国      | 深圳   | 深圳大運中心體育館         | 洋河夢之藍M6+冠名贊助                                                        |
| 35    | 2024年9月8日               | 中国      | 深圳   | 深圳大運中心體育館         | 洋河夢之藍M6+冠名贊助                                                        |
| 36    | 2024年9月9日               | 中国      | 深圳   | 深圳大運中心體育館         | 洋河夢之藍M6+冠名贊助                                                        |
| 37    | 2024年10月3日              | 澳門      | 澳門   | 銀河綜藝館                 | 澳門銀河冠名贊助                                                             |
| 38    | 2024年10月4日              | 澳門      | 澳門   | 銀河綜藝館                 | 澳門銀河冠名贊助                                                             |
| 39    | 2024年10月5日              | 澳門      | 澳門   | 銀河綜藝館                 | 澳門銀河冠名贊助                                                             |
| 40    | 2024年10月6日              | 澳門      | 澳門   | 銀河綜藝館                 | 澳門銀河冠名贊助                                                             |
| 41    | 2024年10月10日             | 新加坡    | 新加坡 | 新加坡室內體育館           | 飛凡娛樂冠名贊助                                                             |
| 42    | 2024年10月11日             | 新加坡    | 新加坡 | 新加坡室內體育館           | 飛凡娛樂冠名贊助                                                             |
| 43    | 2024年10月12日             | 新加坡    | 新加坡 | 新加坡室內體育館           | 飛凡娛樂冠名贊助                                                             |
| 44    | 2024年10月13日             | 新加坡    | 新加坡 | 新加坡室內體育館           | 飛凡娛樂冠名贊助                                                             |
| 45    | 2024年10月24日             | 马来西亚  | 吉隆坡 | 亞通體育館                 | 馬來亞銀行冠名贊助                                                           |
| 46    | 2024年10月25日             | 马来西亚  | 吉隆坡 | 亞通體育館                 | 馬來亞銀行冠名贊助                                                           |
| 47    | 2024年10月26日             | 马来西亚  | 吉隆坡 | 亞通體育館                 | 馬來亞銀行冠名贊助                                                           |
| 48    | 2024年10月27日             | 马来西亚  | 吉隆坡 | 亞通體育館                 | 馬來亞銀行冠名贊助                                                           |
| 49    | 2024年11月1日              | 臺灣      | 台北   | 台北小巨蛋                 | 輝葉按摩椅冠名贊助 原定於10月31日舉辦，因颱風康芮而延期至11月2日中午12時補辦 |
| 50-51 | 2024年11月2日 (12PM & 7PM) | 臺灣      | 台北   | 台北小巨蛋                 | 輝葉按摩椅冠名贊助 原定於10月31日舉辦，因颱風康芮而延期至11月2日中午12時補辦 |
| 52    | 2024年11月3日              | 臺灣      | 台北   | 台北小巨蛋                 | 輝葉按摩椅冠名贊助 原定於10月31日舉辦，因颱風康芮而延期至11月2日中午12時補辦 |
| 53    | 2024年12月17日             | 香港      | 香港   | 紅磡香港體育館             | 保誠保險冠名贊助                                                             |
| 54    | 2024年12月18日             | 香港      | 香港   | 紅磡香港體育館             | 保誠保險冠名贊助                                                             |
| 55    | 2024年12月19日             | 香港      | 香港   | 紅磡香港體育館             | 保誠保險冠名贊助                                                             |
| 56    | 2024年12月21日             | 香港      | 香港   | 紅磡香港體育館             | 保誠保險冠名贊助                                                             |
| 57    | 2024年12月22日             | 香港      | 香港   | 紅磡香港體育館             | 保誠保險冠名贊助                                                             |
| 58    | 2024年12月24日             | 香港      | 香港   | 紅磡香港體育館             | 保誠保險冠名贊助                                                             |
| 59    | 2024年12月25日             | 香港      | 香港   | 紅磡香港體育館             | 保誠保險冠名贊助                                                             |
| 60    | 2024年12月26日             | 香港      | 香港   | 紅磡香港體育館             | 保誠保險冠名贊助                                                             |
| 61    | 2024年12月27日             | 香港      | 香港   | 紅磡香港體育館             | 保誠保險冠名贊助                                                             |
| 62    | 2024年12月29日             | 香港      | 香港   | 紅磡香港體育館             | 保誠保險冠名贊助                                                             |
| 63    | 2024年12月30日             | 香港      | 香港   | 紅磡香港體育館             | 保誠保險冠名贊助                                                             |
| 64    | 2024年12月31日             | 香港      | 香港   | 紅磡香港體育館             | 保誠保險冠名贊助                                                             |
| 65    | 2025年1月1日               | 香港      | 香港   | 紅磡香港體育館             | 保誠保險冠名贊助                                                             |
| 66    | 2025年1月3日               | 香港      | 香港   | 紅磡香港體育館             | 保誠保險冠名贊助                                                             |
| 67    | 2025年1月4日               | 香港      | 香港   | 紅磡香港體育館             | 保誠保險冠名贊助                                                             |
| 68    | 2025年1月5日               | 香港      | 香港   | 紅磡香港體育館             | 保誠保險冠名贊助                                                             |
| 69    | 2025年1月7日               | 香港      | 香港   | 紅磡香港體育館             | 保誠保險冠名贊助                                                             |
| 70    | 2025年1月8日               | 香港      | 香港   | 紅磡香港體育館             | 保誠保險冠名贊助                                                             |
| 71    | 2025年1月9日               | 香港      | 香港   | 紅磡香港體育館             | 保誠保險冠名贊助                                                             |
| 72    | 2025年1月10日              | 香港      | 香港   | 紅磡香港體育館             | 保誠保險冠名贊助                                                             |

## 舞台现场
在7月5日上海站首场表演中，他在演唱歌曲《练习》表演时有一个高台滑跪的动作令粉丝为其安全感到担心，因为离高台边缘非常近。7月6日晚，刘德华在演唱会上为前一晚的惊险动作致歉，他说“对不起，昨天做了一个非常危险的动作。我也没想到那么滑，自己心里也怕。”不过其滑跪的动作却在抖音上引起了许多模仿。
为刘德华伴舞的舞伴王梓因其专注深情陶醉的表情而引起热议。
8月5日，南京站最后一场临近结尾时有一位男歌迷从左侧跨过铁栏快速跑到舞台边与刘德华握手，他很快被一众保安抬走，刘德华喊话让保安不要这样抬他未果，随后到舞台后方了解情况，导致演唱会暂停了几分钟，刘德华返回舞台后告知观众希望不再有这种状况发生。
为迎接成都演唱会，华仔天地四川会员创作了一首歌曲《爱华一万年》并将MV发布在抖音上，刘德华在成都演唱会上说他看到了这首歌，他说他正在学唱这首歌，准备在华仔天地香港聚会时演唱它。
8月17日，在杭州第二场演唱会上，刘德华为一位女歌迷唱了生日快乐歌。
8月23日，在杭州第五场演唱会上，奥运体操冠军邹敬园和奥运羽毛球亚军王昶出现在内场观众席上，刘德华还与正被摄影师抓拍的邹敬园互动。据后来得知，是刘德华得知邹敬园在巴黎奥运会获得男子双杠冠军接受央视采访时称其偶像是刘德华，所以刘邀请邹敬园及其家人来看其演唱会。
8月30日，重庆现场观众高喊“刘德华雄起”与刘德华互动，重庆最后一场观众为华仔演唱生日快乐歌提前20多天为其庆生。
9月7日，华为副董事长、轮值董事长、CFO孟晚舟观看深圳站演唱会。
9月9日，深圳最后一场也是今年内地最后一场，在演唱《男人哭吧不是罪》与观众互动走动时左脚踏空（升降台入口没有闭合）摔倒，之后他在舞台上对大家说自己的左手拇指受了伤，并调侃道“回家会被家人骂的”。
11月3日晚，台北站最后一场上，看台观众手持卡片组成大字“不只今天，我爱你10000年”，令他很受感动。
12月21日晚香港站演出上，電影《焚城》的导演潘耀明与一眾演員王丹妮、廖子妤、梁仲恆、魏浚笙、何啟華、林家熙、黃愷傑、謝君豪和王菀之當天一同撐场，他们还高舉「焚城一世隊友撐你」燈牌。
12月27日香港第九场，他在做高台滑跪动作时踉跄摔倒在高台上，险些从高台上摔落。之后的几场演出中该危险动作被取消。

### 演唱歌曲
一些城市独唱的特殊歌曲用粗体标示
1. 今天 

2. 沒有人可以像你 

3. 笨小孩 

4. 謝謝你的愛（粵 - 第一場）（國 - 第二至六場）

5. 如果你是我的傳說 

6. 天意 

7. 情感的禁區 

8. 可不可以 

9. 冰雨 

10. 中國人 

11. 忘情水 

12. 鴿子情緣 

13. 一起走過的日子／來生緣

14. 上海灘 

15. 太想愛 

16. 練習 

17. 愛你一萬年 

18. 心只有你（粵） 

19. 你是我的女人（粵） 

20. 男人哭吧不是罪 

21. 憑什麼 

22. 我恨我癡心 

23. 17歲 

Encore 

24. 如果有一天（第一場） 

25. Medley: 你是我的夢 + 不需要愛情 + 獨自去偷歡 + 倒轉地球 + 恭喜發財 + 開心的馬騮 

26. 暗裡著迷 

27. 仍唱我的歌（第一場） / 如果有一天（第二至六場） 

28. 掌聲響起 

29. 真永遠 

1. 今天 

2. 沒有人可以像你 

3. 笨小孩 

4. 謝謝你的愛（國 - 第一場）（粵 - 第二至四場）

5. 如果你是我的傳說 

6. 天意 

7. 情感的禁區 

8. 可不可以 

9. 冰雨 

10. 中國人 

11. 忘情水 

12. 鴿子情緣 

13. 一起走過的日子／來生緣

14. 上海灘 

15. 太想愛 

16. 練習 

17. 愛你一萬年 

18. 心只有你（粵） 

19. 你是我的女人（粵） 

20. 男人哭吧不是罪 

21. 憑什麼 

22. 我恨我癡心 

23. 17歲 

Encore 

24. Medley: 你是我的夢 + 不需要愛情 + 獨自去偷歡 + 倒轉地球 + 恭喜發財 + 開心的馬騮 

25. 暗裡著迷 

26. 如果有一天（第一場）/ 仍唱我的歌（第二至四場） 

27. 掌聲響起 

28. 真永遠 

1. 今天 

2. 沒有人可以像你 

3. 笨小孩 

4. 謝謝你的愛（国）

5. 如果你是我的傳說 

6. 天意 

7. 情感的禁區 

8. 可不可以 

9. 冰雨 

10. 中國人 

11. 忘情水 

12. 鴿子情緣 

13. 一起走過的日子／來生緣

14. 上海灘 

15. 太想愛 

16. 練習 

17. 愛你一萬年 

18. 心只有你（粵） 

19. 你是我的女人（粵） 

20. 男人哭吧不是罪 

21. 憑什麼 

22. 我恨我癡心 

23. 17歲 

Encore 

24. Medley: 你是我的夢 + 不需要愛情 + 獨自去偷歡 + 倒轉地球 + 恭喜發財 + 開心的馬騮 

25. 暗裡著迷 

26. 奉陪到底（第一場） / 仍唱我的歌（第二至四場）

27. 掌聲響起 

28. 真永遠 

1. 今天 

2. 沒有人可以像你 

3. 笨小孩 

4. 謝謝你的愛（国）

5. 如果你是我的傳說 

6. 天意 

7. 情感的禁區 

8. 可不可以 

9. 冰雨 

10. 中國人 

11. 忘情水 

12. 鴿子情緣 

13. 一起走過的日子／來生緣

14. 上海灘 

15. 太想愛 

16. 練習 

17. 愛你一萬年 

18. 心只有你（粵） 

19. 你是我的女人（粵） 

20. 男人哭吧不是罪 

21. 憑什麼 

22. 我恨我癡心 

23. 17歲 

Encore 

24. Medley: 你是我的夢 + 不需要愛情 + 獨自去偷歡 + 倒轉地球 + 恭喜發財 + 開心的馬騮 

25. 暗裡著迷 

26. 仍唱我的歌（第一至二場） / 奉陪到底（第三至四場）

27. 掌聲響起 

28. 真永遠 

1. 今天 

2. 沒有人可以像你 

3. 笨小孩 

4. 謝謝你的愛（国）

5. 如果你是我的傳說 

6. 天意 

7. 情感的禁區 

8. 可不可以 

9. 冰雨 

10. 中國人 

11. 忘情水 

12. 鴿子情緣 

13. 一起走過的日子／來生緣

14. 上海灘 

15. 太想愛 

16. 練習 

17. 愛你一萬年 

18. 心只有你（粵） 

19. 你是我的女人（粵） 

20. 男人哭吧不是罪 

21. 憑什麼 

22. 我恨我癡心 

23. 17歲 

Encore 

24. Medley: 你是我的夢 + 不需要愛情 + 獨自去偷歡 + 倒轉地球 + 恭喜發財 + 開心的馬騮 

25. 暗裡著迷（第一、四場） / 峰迴路轉（第二、三場） 

26. 仍唱我的歌 

27. 掌聲響起 

28. 真永遠 

1. 今天 

2. 沒有人可以像你 

3. 笨小孩 

4. 謝謝你的愛（国）

5. 如果你是我的傳說 

6. 天意 

7. 情感的禁區 

8. 可不可以 

9. 冰雨 

10. 中國人 

11. 忘情水 

12. 鴿子情緣 

13. 一起走過的日子／來生緣

14. 上海灘 

15. 太想愛 

16. 練習 

17. 愛你一萬年 

18. 心只有你（粵） 

19. 你是我的女人（粵） 

20. 男人哭吧不是罪 

21. 憑什麼 

22. 我恨我癡心 

23. 17歲 

Encore 

24. Medley: 你是我的夢 + 不需要愛情 + 獨自去偷歡 + 倒轉地球 + 恭喜發財 + 開心的馬騮 

25. 暗裡著迷（第一場） / 我和我追逐的夢（第二至六場）

26. 仍唱我的歌 

27. 掌聲響起 

28. 真永遠 

1. 今天 

2. 沒有人可以像你 

3. 笨小孩 

4. 謝謝你的愛（国）

5. 如果你是我的傳說 

6. 天意 

7. 情感的禁區 

8. 可不可以 

9. 冰雨 

10. 中國人 

11. 忘情水 

12. 鴿子情緣 

13. 一起走過的日子／來生緣

14. 上海灘 

15. 太想愛 

16. 練習 

17. 愛你一萬年 

18. 心只有你（粵） 

19. 你是我的女人（粵） 

20. 男人哭吧不是罪 

21. 憑什麼 

22. 我恨我癡心 

23. 17歲 

Encore 

24. Medley: 你是我的夢 + 不需要愛情 + 獨自去偷歡 + 倒轉地球 + 恭喜發財 + 開心的馬騮 

25. 心肝寶貝（第一場） / 峰迴路轉（第二场） / 我和我追逐的夢（第三场） / 奉陪到底（第四场） 

26. 仍唱我的歌 

27. 掌聲響起 

28. 真永遠 

1. 今天 

2. 沒有人可以像你 

3. 笨小孩 

4. 謝謝你的愛（国）

5. 如果你是我的傳說 

6. 天意 

7. 情感的禁區 

8. 可不可以 

9. 冰雨 

10. 中國人 

11. 忘情水 

12. 鴿子情緣 

13. 一起走過的日子／來生緣

14. 上海灘 

15. 太想愛 

16. 練習 

17. 愛你一萬年 

18. 心只有你（粵） 

19. 你是我的女人（粵） 

20. 男人哭吧不是罪 

21. 憑什麼 

22. 我恨我癡心 

23. 17歲 

Encore 

24. Medley: 你是我的夢 + 不需要愛情 + 獨自去偷歡 + 倒轉地球 + 恭喜發財 + 開心的馬騮 

25. 我和我追逐的夢（第一场）／峰迴路轉（第二场） / 心肝寶貝（第三场）／奉陪到底（第四场） 

26. 仍唱我的歌 

27. 掌聲響起 

28. 真永遠 

1. 今天 

2. 沒有人可以像你 

3. 笨小孩 

4. 謝謝你的愛（国）

5. 如果你是我的傳說 

6. 天意 

7. 情感的禁區 

8. 可不可以 

9. 冰雨 

10. 中國人 

11. 忘情水 

12. 鴿子情緣 

13. 一起走過的日子／來生緣

14. 上海灘 

15. 太想愛 

16. 練習 

17. 愛你一萬年 

18. 心只有你（粵） 

19. 你是我的女人（粵） 

20. 親愛的小孩 

21. 男人哭吧不是罪 

22. 憑什麼 

23. 我恨我癡心 

24. 17歲 

Encore 

25. Medley: 你是我的夢 + 不需要愛情 + 獨自去偷歡 + 倒轉地球 + 恭喜發財 + 開心的馬騮 

26. 我和我追逐的夢（第一场）／峰迴路轉（第二至四场） 

27. 仍唱我的歌 

28. 掌聲響起 

29. 真永遠 

1. 今天 

2. 沒有人可以像你 

3. 笨小孩 

4. 謝謝你的愛（国）

5. 如果你是我的傳說 

6. 天意 

7. 情感的禁區 

8. 可不可以 

9. 冰雨 

10. 中國人 

11. 忘情水 

12. 鴿子情緣 

13. 一起走過的日子／來生緣

14. 上海灘 

15. 太想愛 

16. 練習 

17. 愛你一萬年 

18. 心只有你（粵） 

19. 你是我的女人（粵） 

20. 親愛的小孩 

21. 男人哭吧不是罪 

22. 憑什麼 

23. 我恨我癡心 

24. 17歲 

Encore 

25. Medley: 你是我的夢 + 不需要愛情 + 獨自去偷歡 + 倒轉地球 + 恭喜發財 + 開心的馬騮 

26. 心肝寶貝（第一场）／我和我追逐的夢（第二场）／峰迴路轉（第三场）／奉陪到底（第四场）

27. 仍唱我的歌 

28. 掌聲響起 

29. 真永遠 

1. 今天 

2. 沒有人可以像你 

3. 笨小孩 

4. 謝謝你的愛（国）

5. 如果你是我的傳說 

6. 天意 

7. 情感的禁區 

8. 可不可以 

9. 冰雨 

10. 中國人 

11. 忘情水 

12. 鴿子情緣 

13. 一起走過的日子／來生緣

14. 上海灘 

15. 太想愛 

16. 練習 

17. 愛你一萬年 

18. 心只有你（粵） 

19. 你是我的女人（粵） 

20. 親愛的小孩 

21. 男人哭吧不是罪 

22. 憑什麼 

23. 我恨我癡心 

24. 17歲 

Encore 

25. Medley: 你是我的夢 + 不需要愛情 + 獨自去偷歡 + 倒轉地球 + 恭喜發財 + 開心的馬騮 

26. 世界第一等 

27. 心肝寶貝（第一场）／我和我追逐的夢（第二场）／峰迴路轉（第三场）／暗裡著迷 + 心肝寶貝（第四场） 

28. 仍唱我的歌 

29. 掌聲響起 

30. 真永遠 

1. 今天 

2. 沒有人可以像你 

3. 笨小孩 

4. 謝謝你的愛（国）

5. 如果你是我的傳說 

6. 天意 

7. 情感的禁區 

8. 可不可以 

9. 冰雨 

10. 中國人 

11. 忘情水 

12. 鴿子情緣 

13. 一起走過的日子／來生緣

14. 上海灘 

15. 太想愛 

16. 練習 

17. 愛你一萬年 

18. 心只有你（粵） 

19. 你是我的女人（粵） 

20. 親愛的小孩 

21. 男人哭吧不是罪 

22. 憑什麼 

23. 我恨我癡心 

24. 17歲 

Encore 

25. Medley: 你是我的夢 + 不需要愛情 + 獨自去偷歡 + 倒轉地球 + 恭喜發財 + 開心的馬騮 

26. 世界第一等 

27. 我和我追逐的夢（第一天）／心肝寶貝（12PM）＋峰迴路轉（7PM）【第二天两场】／奉陪到底（第三天）

28. 仍唱我的歌 

29. 掌聲響起 

30. 真永遠 

1. 今天 

2. 沒有人可以像你 

3. 笨小孩 

4. 謝謝你的愛（粵）

5. 緣盡 

6. 暗裡著迷 

7. 情感的禁區 

8. 可不可以 

9. 冰雨 

10. 中國人 

11. 忘情水 

12. 鴿子情緣 

13. 一起走過的日子

14. 上海灘 

15. 太想愛 

16. 練習 

17. 愛你一萬年 

18. 心只有你（粵） 

19. 你是我的女人（粵） 

20. Ma Ma I Love You（第一至十二場）／親愛的小孩（第十三至二十場） 

21. 男人哭吧不是罪 

22. 憑什麼 

23. 我恨我癡心 

24. 神雕大俠（第一場） 

25. 17歲 

Encore 

26. We Wish You a Merry Christmas（第六至七場） 

27. Medley: 你是我的夢 + 不需要愛情 + 獨自去偷歡 + 倒轉地球 + 恭喜發財 + 開心的馬騮 

28. 天天想妳（第十二至十三場）／情人Happy Birthday（第十二場）／世界第一等（第十四至二十場） 

29. 如果有一天 

30. 情深的一句（第一、六场）／流浪（第二场）／這一生是給你一個（第三、十九场）／永遠記得你（第四、十场）／峰迴路轉（第五、九场）／浪子心聲（第七、十一、十五场）／我和我追逐的夢（第八场）／愛不完（第十二、十七场）／情人Happy Birthday（第十三场）／影帝無用（第十四场）／無須擔心（第十六场）／絕望的笑容（第十八场）／當我遇上你（第二十场） 

31. 仍唱我的歌 

32. 掌聲響起 

33. 真永遠 

34. 天天想妳（第二十場）

35. 奉陪到底（第二十場）

36. 永遠記得你（第二十場）

## 各站信息

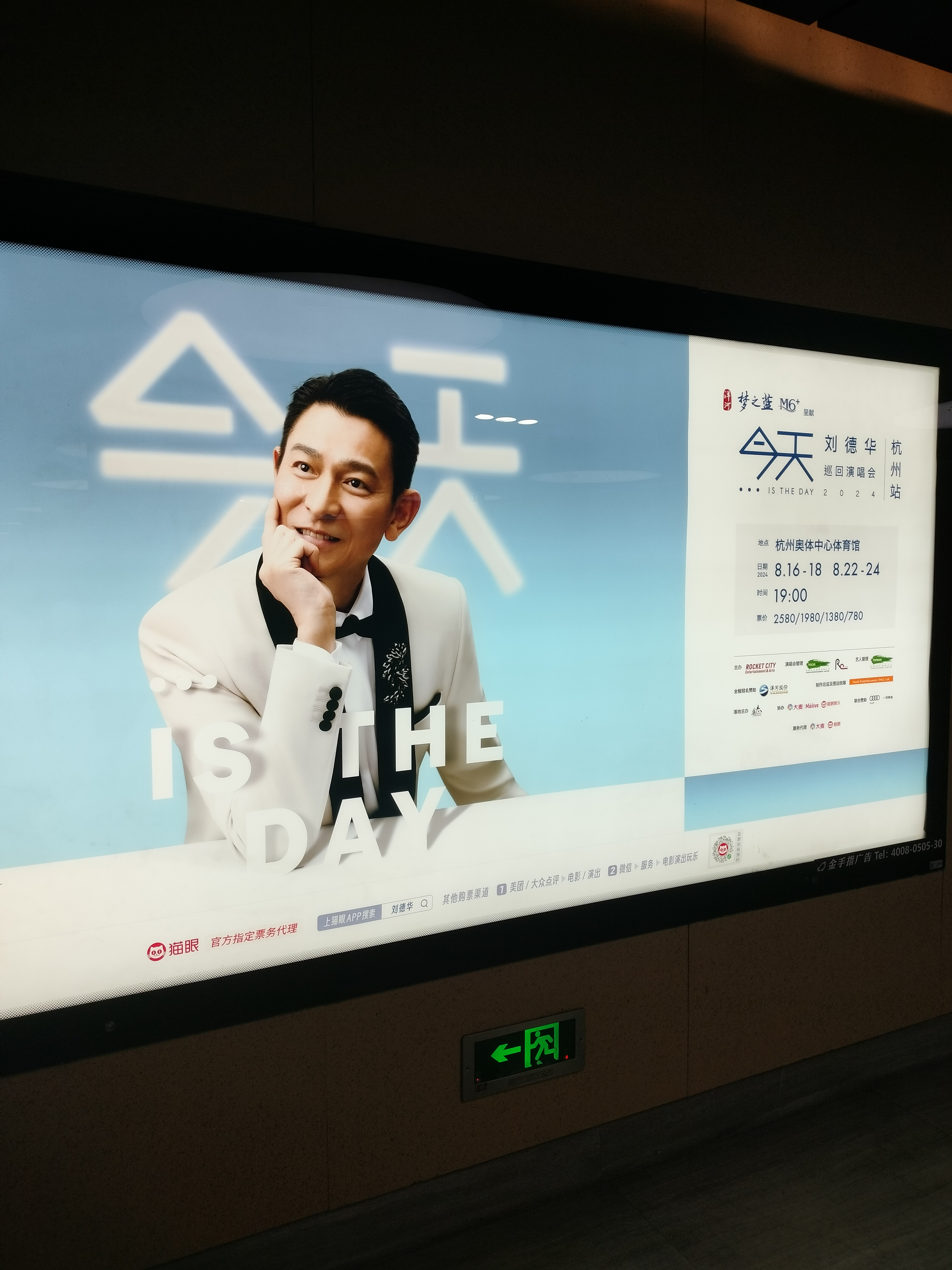
位于杭州地铁站里的宣传海报

2024年4月下旬，有黄牛党在网上预告广州站的门票价格，内场第一排卖4万元人民币（约7700新加坡元），看台最低价为7600元。
5月2日，官宣澳门站于10月在银河综艺馆举行。
5月6日，官宣新加坡站于10月在新加坡室内体育馆举行。
5月6日，广州站和杭州站的具体演出日期和票价公布，可在相关购票APP上预约抢票。
5月8日，官宣吉隆坡站于10月在亚通体育馆举行。
5月10日，官宣台北站于10月至11月在台北小巨蛋举行；同日，刘德华抖音号发布开会筹备演唱会之“启程”短片。
5月16日，官宣重庆站将于5月21日11点开售。
5月18日，官宣上海站于5月21日12点开售，广州站于5月21日14点开售，杭州站于5月21日18点开售。
5月21日，四城首開，門票售罄。
5月24日，北京站和深圳站上线开始接受预约抢票，深圳也由原先的三场增加到四场。
5月28日，成都站开始接受预约抢票。
6月8日，南京站开始接受预约抢票。
6月12日，官方预告南京站将于6月15日11点开售、成都站于6月15日15点开售、深圳站于6月15日18点开售。
6月16日，预告上海站将于6月17日19点30分第二次售票。
6月18日，媒体报道吉隆坡站有4场将于10月24日至27日举行，门票价格分四档：1188/988/688/388令吉，将于7月7日中午12点开始发售。
6月24日，预告北京站将于6月25日12点开售。据媒体报道北京站吸引了超过120万人同时在线抢票。
7月3日，媒体报道台北站有4场将于10月31日至11月3日举行。
门票上线后秒空，使得上海站内场第一排票价被黄牛炒到了68880元。
7月10日中午12点，北京站第2次售票。
7月16日，预告重庆站将于7月19日13点第2次售票。
7月17日11点，南京站第2次售票。
7月19日19点半，杭州站第2次售票。
7月24日中午12点，北京站第3次售票。
7月31日12点，成都站第二次售票。当天台北站票价和座位图公布，为杜绝黄牛和维护公平，采用实名抽选制，购票人要在8月25至30日登記報名，主辦方于8月31日公布抽選結果，中選者付費完成後才算購票成功。
8月1日11点，南京站第三次售票。
据四川媒体报道，刘德华成都演唱会现场观众累计超过5.2万人，其中跨城观众占比65%，票房约7900万元，拉动综合消费5.4亿元。
8月14日10点，新加坡站开售，而UOB持卡者可在8月13日13点提前购票；同日19点，杭州站第三次售票。
8月16日，预告澳门站将于8月22日12点开售，采用非实名购买并给予买家邮寄纸制票，其票价分为五档跟内地的持平。
8月29日10点30分，重庆站第三次售票。
各站有许多入场观众用手机在抖音上直播演唱会现场，吸引不少人观看，不过基于保护版权的原因这些直播一般持续几分钟就大多被禁，最后一站深圳站主办方则采取了高科技手段让现场直播异常困难。更多人是在演出结束后把自己录播的演唱会视频发布在抖音等平台，让人观看。相比于其他七站，深圳站只开售了一次，没有第二次公开售票。
9月1日，台北站抽选结果公布，4场演出約4萬張門票共有84萬人登記抽選，中选率仅为4.7%，為防止爭議抽選時由勝隼國際法律事務所律師到場見證。
9月16日，香港站举办日期公布，从12月17日开始至2025年1月10日结束举办20场，中间休息5天，保诚保险冠名赞助，滙丰信用卡优先订票日期：10月3-5日（首15场），门票公开发售日期: 10月17日。
9月20日深夜，台北站主辦單位在臉書宣布“就首輪抽選後未結帳與退票票券，及紅紫2B視線部分遮蔽區釋出座位”，於9月22日早上11點以首輪未中選之登記者為抽選對象進行第二輪抽選，中选者要在9月24日中午12:00前完成付款。
10月17日，香港站20場個唱約5萬張門票公開發售（不公开销售的部分留给华仔天地会员和其他人士），75分鐘售罄（因排队购票的人很多，造成网站拥堵严重）。此次是其首次在红馆采用三面台设计演出，不同于以前的四面台，所以本次每场座位比以前要少很多，尽管跟其他站类似很多人没有买到票，由于工作日程安排的很紧密，他不会考虑加场。
10月31日，因应颱風康芮影响，主办单位宣布取消台北站当晚场次，该场次延期至11月2日中午12时补办。
为了迎接香港演唱会和增加香港旅游经济效益，冠名贊助商保誠保險与香港插畫家皮忠合作在香港中环荷里活道74號PMQ對面创作了一幅演唱会主题的壁画供各地来的粉丝打卡拍照。